# 24 (число)
24 (два́дцять чоти́ри) — натуральне число між 23 і 25

## Математика
- 224 = 16 777 216

## Наука
- Доба має 24 години
- Атомний номер Хрому

## Мистецтво
- Панівна у європейській музиці мажоро-мінорна система включає 24 тональності (при цьому 6 пар енгармонічно рівних тональностей рахуються як тотожні). Багато композиторів писали цикли з 24 музичних творів, що написані в усіх 24 тональностях, зокрема:

- Й. С. Бах — Добре темперований клавір
- Д. Шостакович — 24 прелюдії і фуги
- Цикли з 24 прелюдій Ф. Шопен та С. Рахманінова

Відомі також цикли з 24 творів, де тональний принцип однак не дотримується, зокрема:
- П. І. Чайковський — «Дитячий альбом»
- Цикли з 24 прелюдій Д. Шостаковича, Карабиця

## Дати
- 24 рік; 24 рік до н. е.
- 1824 рік
- 1924 рік
- 2024 рік